# Lamé (textil)
Lamé är ett dyrbart glänsande tyg med effektfullt invävda trådar. Dessa var ursprungligen av metall (guldlamé), men numera består de av glänsande garntrådar av andra material.

## Etymologi
Franska lame (efter latinets lamina, 'metalltråd' eller 'metallskiva') betyder guld- eller silvertråd. Därav skapades ordet lamé = "försedd med guld- eller silvertråd".
Ordet finns i svensk skrift sedan 1925.